# Pape Abou Cissé
Pape Abou Cissé, född 14 september 1995, är en senegalesisk fotbollsspelare som spelar för Al-Shamal.

## Klubbkarriär

### Tidig karriär
Cissé spelade för AS Pikine i hemlandet Senegal, där han 2014 var med och vann Senegal Premier League samt Senegalesiska cupen.

### Ajaccio
I februari 2015 gick han till franska Ajaccio. Cissé spelade under februari och mars 2015 tre matcher och gjorde ett mål för klubbens reservlag i den franska femtedivisionen. Han debuterade för A-laget i Ligue 2 den 3 april 2015 i en 1–1-match mot Valenciennes. Totalt spelade Cissé nio ligamatcher under säsongen 2014/2015. Följande säsong spelade han 32 ligamatcher samt två matcher i Coupe de la Ligue. Säsongen 2016/2017 spelade Cissé 30 ligamatcher och gjorde ett mål samt en match i Coupe de la Ligue.

### Olympiakos
I juni 2017 värvades Cissé av grekiska Olympiakos. Han debuterade den 19 september 2017 i en 2–1-vinst över Asteras Tripolis i Grekiska cupen. Cissé spelade totalt 17 matcher i Grekiska superligan och gjorde fyra mål samt fyra cupmatcher under säsongen 2017/2018. Följande säsong spelade han 29 tävlingsmatcher och gjorde två mål. Cissé gjorde under säsongen även sin Europa League-debut och hjälpte Olympiakos att ta sig till sextondelsfinal i Europa League 2018/2019, där de blev utslana av ukrainska Dynamo Kyiv.
Säsongen 2019/2020 spelade Cissé 23 tävlingsmatcher och gjorde tre mål då Olympiakos vann en dubbel (vinst i både ligan och cupen). Han hjälpte även Olympiakos att nå åttondelsfinal i Europa League 2019/2020 och gjorde bland annat ett mål i sextondelsfinalen mot Arsenal. Första halvan av säsongen 2020/2021 spelade Cissé 19 tävlingsmatcher och gjorde ett mål. Han spelade bland annat i samtliga sex gruppspelsmatcher i Champions League 2020/2021.

### AS Saint-Étienne
Den 30 januari 2021 lånades Cissé ut till franska Saint-Étienne på ett låneavtal över resten av säsongen 2020/2021. Han debuterade i Ligue 1 den 3 februari 2021 i en 1–1-match mot Nantes.

### Adana Demirspor
Den 15 september 2023 värvades Cissé av turkiska Süper Lig-klubben Adana Demirspor.

### Al-Shamal
I oktober 2024 värvades Cissé av qatariska Al-Shamal.

## Landslagskarriär
Cissé debuterade för Senegals landslag den 13 oktober 2018 i en 3–0-vinst över Sudan, där han även gjorde ett mål. Cissé var en del av Senegals trupp vid afrikanska mästerskapet 2019, där de tog sig till final.

## Meriter
AS Pikine
- Senegal Premier League: 2014
- Senegalesiska cupen: 2014

Olympiakos
- Grekiska superligan: 2019/2020, 2021/2022
- Grekiska cupen: 2019/2020

Senegal
- Afrikanska mästerskapet: 2021